# سيسانو ديل موليز
سيسانو ديل موليز هي بلدية في مقاطعة إزرنية في منطقة مليزة بجنوب إيطاليا، وتقع على بعد حوالي 30 كيلومتر (19 ميل) شمال غرب كمبباسة وحوالي 9 كيلومتر (6 ميل) شمال شرق إزرنية. اعتبارًا من 31 ديسمبر 2004 ، كان عدد سكانها 871 نسمة ومساحتها 24.7 كيلومتر مربع (9.5 ميل2) .